# Generalernas natt (film)
Generalernas natt (engelska: The Night of the Generals) är en brittisk äventyrsfilm från 1967, regisserad av Anatole Litvak. Den bygger på en roman med samma namn av den tyske författaren Hans Hellmut Kirst, men bara inledningen är tagen från boken. Filmens handling utspelar sig under andra världskriget.

## Rollista
| Peter O'Toole       | – General Tanz                 |
| Omar Sharif         | – Major Grau                   |
| Tom Courtenay       | – Korpral Hartmann             |
| Donald Pleasence    | – General Kahlenberge          |
| Joanna Pettet       | – Ulrike                       |
| Philippe Noiret     | – Inspektör Morand             |
| Charles Gray        | – General von Seidlitz-Gabler  |
| Coral Browne        | – Eleanore von Seidlitz-Gabler |
| John Gregson        | – Överste Sandauer             |
| Nigel Stock         | – Otto                         |
| Christopher Plummer | – Erwin Rommel                 |
| Juliette Gréco      | – Juliette                     |
| Yves Brainville     | – Liesowski                    |